# Constante d'Hermite
En géométrie des nombres, la constante d'Hermite γn, portant le nom du mathématicien Charles Hermite, est définie de la manière suivante pour tout entier n > 0. Étant donné un réseau L, on note λ1(L) la norme d'un plus court vecteur non nul de L ; alors √γn est le maximum de λ1(L) sur tous les réseaux L de covolume 1 de l'espace euclidien Rn.
La constante d'Hermite est liée à la densité maximale {\displaystyle \Delta _{n}} d'un empilement régulier d'hypersphères par la relation :
{\displaystyle \gamma _{n}=4\left({\frac {\Delta _{n}}{V_{n}}}\right)^{2/n}} où {\displaystyle V_{n}={\pi ^{n/2} \over \Gamma \left({\frac {n}{2}}+1\right)}} est le volume de l'hypersphère unité de dimension n, exprimé ici à l'aide de la fonction gamma.
La suite des γn est d'ordre de croissance linéaire, mais on ne sait pas si c'est une suite croissante.

## Valeurs connues
La valeur exacte de γn est connue seulement pour {\displaystyle n\leqslant 8} et n = 24,.
| n  | 1 | 2   | 3 | 4 | 5 | 6    | 7  | 8  | 24  |
| γn | 1 | 4/3 | 2 | 4 | 8 | 64/3 | 64 | 28 | 424 |

La valeur {\displaystyle \gamma _{2}={\tfrac {2}{\sqrt {3}}}} est atteinte par le réseau des entiers d'Eisenstein. La valeur {\displaystyle \gamma _{24}=4} est atteinte par le réseau de Leech.
Les valeurs pour les n de 9 à 23 sont conjecturées.

## Encadrement
Pour les autres dimensions, on sait encadrer la constante γn en fonction du volume Vn de l'hypersphère, en utilisant le théorème de Minkowski pour la majoration et celui de Minkowski-Hlawka (en) pour la minoration :
{\displaystyle V_{n}^{-2/n}<\left({\frac {2\zeta (n)}{V_{n}}}\right)^{2/n}\leqslant \gamma _{n}\leqslant 4V_{n}^{-2/n}}.
Le majorant {\displaystyle 4V_{n}^{-2/n}} est inférieur à n pour tout n et équivalent à {\displaystyle {\frac {2n}{\pi \mathrm {e} }}} quand n tend vers l'infini (d'après l'expression ci-dessus de Vn et la formule de Stirling), mais il existe une majoration asymptotique bien plus fine :
{\displaystyle \gamma _{n}\leq {\frac {1{,}744n}{2\pi \mathrm {e} }}+o(n)}.
La minoration (valide seulement pour n > 1) implique que {\displaystyle \gamma _{n}>{\frac {n}{2\pi \mathrm {e} }}} pour n assez grand.